# Franz Lust
Franz Alexander Lust (* 28. Juli 1880 in Frankfurt am Main; † 23. März 1939 in Baden-Baden) war ein deutscher Pädiater (Kinderarzt). Er war als erster Leiter der Kinderklinik maßgeblich am Aufbau der modernen Kindermedizin in Karlsruhe beteiligt. Aufgrund seiner jüdischen Herkunft wurde er durch den NS-Terrorstaat in den Tod getrieben.

## Leben

### Ausbildung und Familie
Franz Lust wurde am 28. Juli 1880 als Sohn des Rechtsanwalts Martin Lust und dessen Frau Clara (geb. Levi) in Frankfurt am Main geboren. 1898 legte er sein Abitur am Realgymnasium ab. Obgleich er gerne Pianist geworden wäre, begann er ein Studium der Medizin, für das er im ersten Semester zunächst noch das gymnasiale Abitur nachholen musste. Sein Studium führte ihn nach München, Berlin sowie Heidelberg, ehe er es 1904 mit Erhalt der Approbation abschloss.
1910 heirateten Franz Lust und die Sopranistin Lilly Hamburger. Beide kannten sich seit ihrer Kindheit in Frankfurt, da ihre Familien nebeneinander gewohnt hatten. 1911 kamen Sohn Walter und 1917 schließlich Tochter Hilde auf die Welt.

### Karriere als Mediziner
Nach Abschluss seines Medizinstudiums arbeitete Lust zunächst als Assistenzarzt am Städtischen Klinikum in Wiesbaden. Im Jahr 1907 wechselte er an die Universitätsklinik Heidelberg. 1913 wurde er dort zum Privatdozenten ernannt. Zur Zeit des Ersten Weltkriegs war er als Oberarzt in der preußisch-badischen Kadettenanstalt in Karlsruhe, später als Stabsarzt in einem Heidelberger Lazarett eingesetzt. 1919 wurde er schließlich von der Universität Heidelberg zum außerordentlichen Professor ernannt.
Lust, der seit 1918 bereits Geschäftsführer des Badischen Landesverbandes für Säuglings- und Kleinkinderfürsorge gewesen war, wurde im Jahr 1920 als Leiter mit dem Aufbau eines Kinderkrankenhauses in Karlsruhe betraut. Durch sein Engagement gelang es, aus einem ehemaligen Mädchenpensionat eine – nach damaligen Maßstäben – moderne Kinderklinik zu entwickeln. Es wird davon berichtet, dass er durch seine große medizinisch-wissenschaftliche Kompetenz, sowie seinen menschlichen Umgang mit seinen kleinen Patienten ein hohes Ansehen in der Karlsruher Bevölkerung genoss.
Ebenfalls im Jahr 1920 verfasste Lust das Lehrbuch Diagnostik und Therapie der Kinderkrankheiten, das zuletzt 1995 unter dem Titel Pädiatrische Diagnostik und Therapie in der 28. überarbeiteten Auflage erschien.

### Verfolgung durch den NS-Terrorstaat

#### Kündigung als Klinikdirektor
Nach der Machtergreifung durch die Nationalsozialisten am 30. Januar 1933 sollen Freunde der Familie mehrfach geraten haben, Deutschland in Anbetracht der politischen Lage zu verlassen. Es wird berichtet, dass Lust jedoch aus Verantwortungsgefühl gegenüber den kranken Kindern in Karlsruhe bleiben wollte.
Da das Ehepaar schon in den 1920er Jahren zum christlichen Glauben konvertiert war und keinerlei Beziehung zum Judentum mehr pflegte, liegt der Schluss nahe, dass es zu dieser Zeit die tatsächliche Gefährdung falsch einschätzte.
In Folge des von den Nationalsozialisten am 7. April 1933 erlassenen Reichsgesetzes zur Wiederherstellung des Berufsbeamtentums, das die Entfernung von Juden aus dem Staatsdienst zum Ziel hatte, wurde Franz Lust, obwohl weder Beamter der Stadt noch des Landes, von der Leitung der Kinderklinik suspendiert. Das sogenannte Frontkämpferprivileg, das zunächst etlichen Juden die Weiterbeschäftigung sicherte, konnte Lust nicht in Anspruch nehmen, da er während des Ersten Weltkriegs nicht an der Front gekämpft, sondern in Karlsruhe und Heidelberg als Arzt gearbeitet hatte.
Von Protest gegen dieses Unrecht seitens der Mitarbeiter der Kinderklinik ist nichts überliefert.

#### Berufsverbot
Nachdem er seine Arbeitsstelle als Leiter der Kinderklinik verloren hatte, praktizierte er zunächst weiter als Kinderarzt in seiner Wohnung in der Karlsruher Bachstraße 19. Die Privatpraxis sei immer sehr gut besucht gewesen, auch von nicht-jüdischen Patienten.
Durch die Vierte Verordnung zum Reichsbürgergesetz vom 25. Juli 1938 wurde das Erlöschen der Approbationen aller vom Regime als „jüdisch“ definierten Ärzte zum 30. September 1938 verordnet. Damit durfte Franz Lust seine berufliche Tätigkeit nicht mehr ausüben. Durch die Vernichtung der beruflichen Existenz war die Familie gezwungen, ihr Haus in Karlsruhe zu verkaufen.

#### Umzug nach Baden-Baden, Bemühung um Ausreise und KZ-Haft
In Baden-Baden konnte die Familie Lust die leerstehende Wohnung eines befreundeten und bereits ausgereisten Ehepaares beziehen. Auch die Familie Lust bemühte sich jetzt um die Ausreise.
Nach der Reichspogromnacht vom 9. November wurde Franz Lust in Baden-Baden verhaftet und im KZ Dachau inhaftiert. In Dachau blieb Franz Lust bis mindestens 3. Dezember (seine Frau Lilly gibt den 12. Dezember an). Freigelassen wurde er aufgrund einer Eingabe des Direktors der Badischen Bank, Richard Betz, der erklärte, dass Franz Lust während eines Italienurlaubs 1937 das Kind eines hohen spanischen Generals der Franco-Armee, der wiederum direkten Kontakt zu Benito Mussolini hatte, gerettet habe.

#### Suizid
Aufgrund seiner Angst vor einem beruflichen Neuanfang im Alter von 59 Jahren, dazu noch im Ausland und bei Schwierigkeiten mit der englischen Sprache, hatte er schon öfter eine Selbsttötung zur Sprache gebracht. Allerdings konnten seine Frau und Freunde der Familie ihn immer wieder davon abbringen. Am 23. Mai 1939 jedoch, seine Frau Lilly war gerade zu Besuch bei ihrer Schwiegermutter in Frankfurt, beendete Franz Lust sein Leben.
Einen Tag nach seinem Suizid soll ein Brief des Schweizer Konsulats aus Mannheim eingetroffen sein. Darin wurde dem Ehepaar die Einreiseerlaubnis in die Schweiz zur weiteren Emigration in die USA mitgeteilt. Seiner Frau gelang die Flucht über die Schweiz nach New York, wo sie bis 1990 lebte. Bis zu ihrem Tod mit 103 Jahren im Jahr 1992 lebte sie wieder in Karlsruhe. Schon 1933 hatten ihre beiden Kinder Deutschland verlassen.

## Schriften (Auswahl)
- Franz Lust: Über einen Antikörper gegen Crotin im normalen Organismus. Heidelberg, Universität, Dissertation, 1904 (18 S.).

- Franz Lust: Die Säuglings- und Kleinkinderfürsorge in Baden in den Jahren 1928 u. 1929. In: Aus: Blätter f. Gesundheitsfürsorge. Jahrgang 8, Heft 2, 1930.

- Franz Lust: Diagnostik und Therapie der Kinderkrankheiten: mit speziellen Arzneiverordnungen für das Kindesalter; ein Wegweiser für den praktischen Arzt. 7., neubearbeitete Auflage. Urban & Schwarzenberg, Berlin/Wien 1932 (543 S.).

Letzteres Buch, 1920 erstmals erschienen, wurde nach seinem Tod weiterhin überarbeitet und erschien zuletzt 1995:
- Franz Lust, Meinhard von Pfaudler: Pädiatrische Diagnostik und Therapie. Hrsg.: Helmut Bartels. 28., vollständig überarbeitete Auflage. Urban & Schwarzenberg, München [u. a.] 1995, ISBN 3-541-01798-8 (996 S.).

Alle Fachpublikationen bis 1922 sind im Generallandesarchiv Karlsruhe gelistet unter GLA 235/2272, jedoch noch nicht online verzeichnet (Stand 10/2022).

## Gedenken

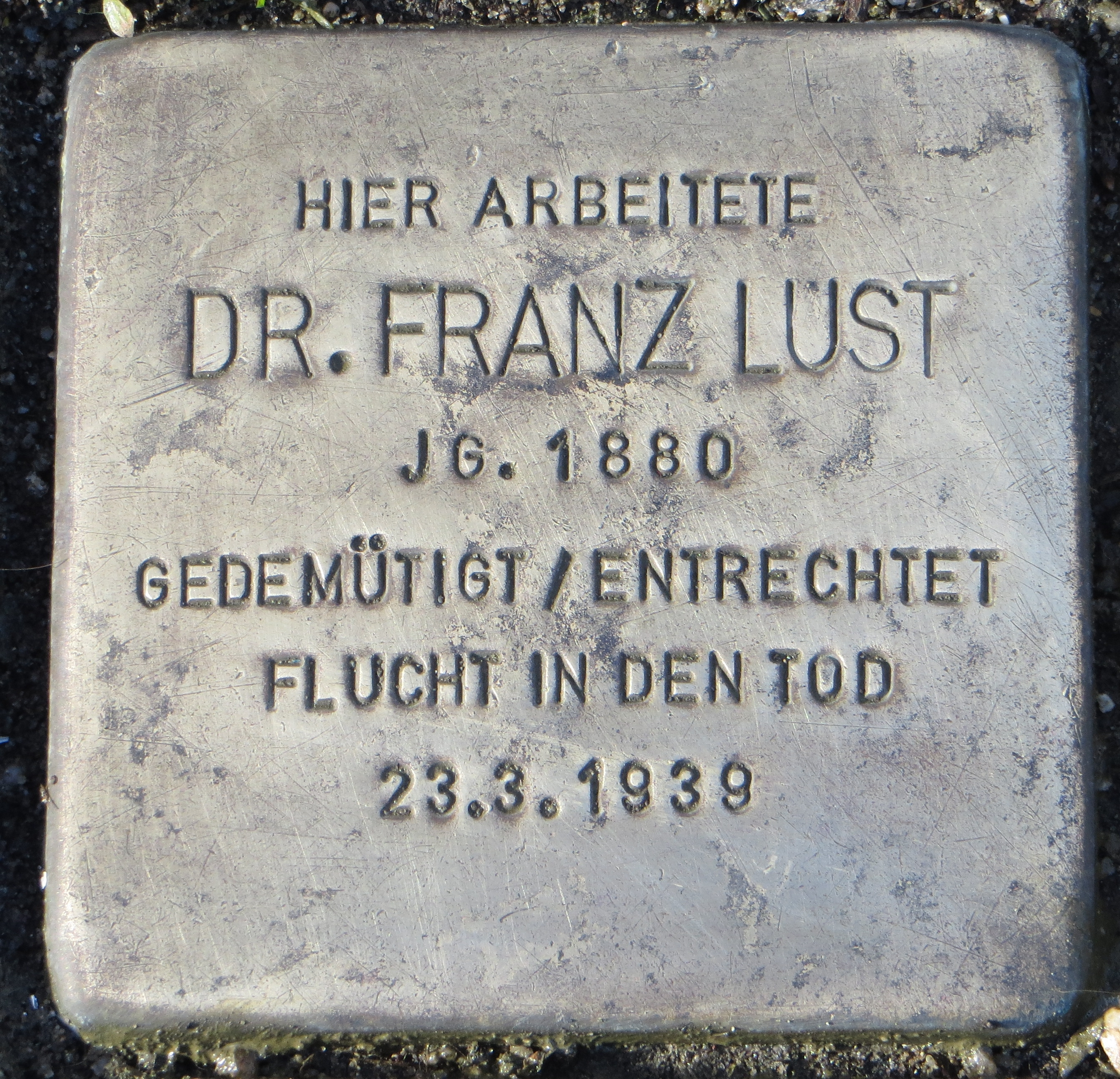
Stolperstein an der ehemaligen Kinderklinik in Karlsruhe

- 1950 benannte der Karlsruher Gemeinderat auf Antrag des SPD-Stadtrates[5] Friedrich Kappes die Kinderklinik nach Franz Lust[6]. Mit dem Umzug der Kinderklinik in einen Neubau auf dem Campus des Städtischen Klinikums in der Moltkestraße ging dieser Name jedoch zunächst verloren.
- Im Jahr 1995 wurde der Teil der Blücherstraße, der am Campus des Städtischen Klinikums und an der Klinik für Herzchirurgie vorbeiführt, in Franz-Lust-Straße umbenannt.
- Seit 2008 erinnert ein Stolperstein an der ehemaligen Kinderklinik (Karl-Wilhelm-Straße 1) an Franz Lust.
- Im Jahr 2014 wurde auch vor der letzten Wohnung Franz Lusts in der Baden-Badener Meisenkopfstraße 1 ein Stolperstein verlegt.
- Seit 2019 trägt auch die Franz-Lust-Klinik für Kinder- und Jugendmedizin des Städtischen Klinikums Karlsruhe wieder den Namen ihres Gründungsdirektors. Zudem wurde im Eingangsbereich der Kinderklinik eine Gedenktafel angebracht.[7]

Anlässlich der Enthüllung der Gedenktafel in der Kinderklinik des Städtischen Klinikums am 11. Oktober 2019 würdigte der damalige Chefarzt der Klinik für Kinder- und Jugendmedizin, Joachim Kühr, neben der medizinischen Expertise vor allem auch die große soziale Kompetenz des Mediziners Lust:

„Sein menschlicher Umgang mit den jungen Patienten ist uns auch heute noch ein Vorbild“